# Liste der Straßen und Plätze in Berlin-Niederschöneweide

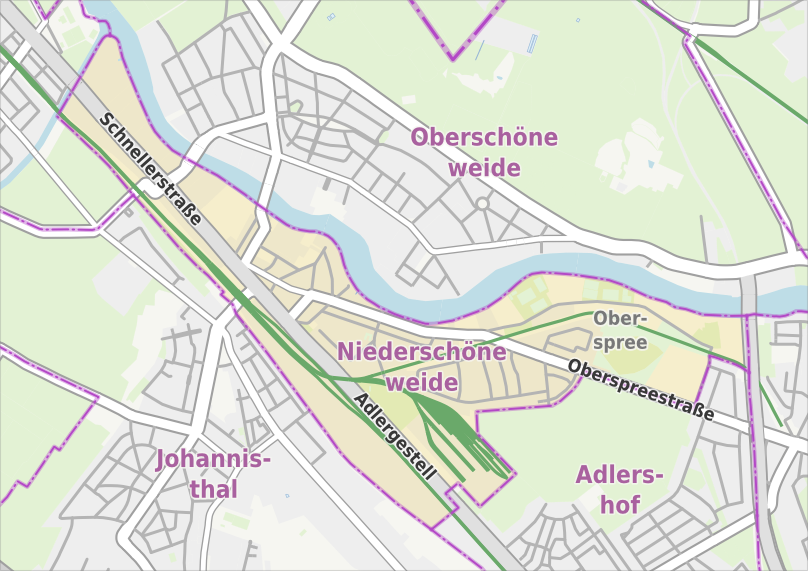
Übersichtskarte von Berlin-Niederschöneweide

Die Liste der Straßen und Plätze in Berlin-Niederschöneweide beschreibt das Straßensystem im Berliner Ortsteils Niederschöneweide mit den entsprechenden historischen Bezügen. Gleichzeitig ist diese Zusammenstellung ein Teil der Listen aller Berliner Straßen und Plätze.

## Überblick
Niederschöneweide hat 14.574 Einwohner (Stand: 31. Dezember 2023) und umfasst die Postleitzahlenbereiche 12437 und 12439.

## Übersicht der Straßen und Plätze
Die nachfolgende Tabelle gibt eine Übersicht über die vorhandenen Straßen und Plätze im Ortsteil sowie einige dazugehörige Informationen.
- Name/Lage: aktuelle Bezeichnung der Straße oder des Platzes. Über den Link Lage kann die Straße oder der Platz auf verschiedenen Kartendiensten angezeigt werden. Die Geoposition gibt die Lage der ungefähren Mitte der Straßenlänge an.
- Im amtlichen Straßenverzeichnis nicht aufgeführte Verkehrswege sind mit * gekennzeichnet.
- Ehemalige oder nicht mehr gültige Straßennamen sind kursiv gesetzt. Für bedeutende ehemalige Straßen oder historische Straßennamen ist gegebenenfalls eine gesonderte Liste vorhanden.
- Länge/Maße in Metern:
Die in der Übersicht enthaltenen Längenangaben sind  gerundete Übersichtswerte, die in Google Earth mit dem dortigen Maßstab ermittelt wurden. Sie dienen Vergleichszwecken und werden, sofern amtliche Werte bekannt sind, ausgetauscht und gesondert gekennzeichnet.
Bei Plätzen sind die Maße in der Form a × b für rechteckige Anlagen und für (ungefähr) dreieckige Anlagen als a × b × c mit a als längster Seite angegeben.
Sofern die Straße auch in benachbarte Ortsteile weiterführt, gibt der Zusatz ‚im Ortsteil‘ an, wie lang der Straßenabschnitt innerhalb des Ortsteils dieses Artikels ist.
- Namensherkunft: Ursprung oder Bezug des Namens.
- Anmerkungen: weitere Informationen über anliegende Baudenkmale oder Institutionen, die Geschichte der Straße und historische Bezeichnungen.
- Bild: Foto der Straße oder eines anliegenden Objektes.

| Name/Lage                      | Länge/Maße (in Metern) | Namensherkunft | Datum der Benennung | Anmerkungen | Bild                                                                                       |
| ------------------------------ | ---------------------- | --- | ------------------- | --- | ------------------------------------------------------------------------------------------ |
| Adlergestell (Lage)            | 1020 (im Ortsteil)     | „Gestell“ = alte Bezeichnung für eine Schneise zur Abtrennung von Forsten                                                                 | überliefert         | Die Straße war ursprünglich ein Weg, den Friedrich Wilhelm I. benutzte, um sein Schloss Königs Wusterhausen zu erreichen. Am Weg dienten auf Pfosten angebrachte Wappenadler als Wegweiser. – Die Straße ist nunmehr Teil der Bundesstraße 96a und führt von Adlershof in den Ortsteil, wo sie an der Überführung der Zweigbahn Schöneweide–Spindlersfeld in die Michael-Brückner-Straße übergeht.                                   | Das Adlerstell von der Fußgängerbrücke zum Betriebsbahnhof Schöneweide Richtung Nordwesten |
| Alice-Archenhold-Weg (Lage)    | 060                    | Alice Archenhold (1874–1943), Astronomin                                                                                                  | 9. Feb. 2010        | Die Straße bildet den Zugang vom Bruno-Bürgel-Weg zum S-Bahnhof Oberspree. Ursprünglich verlief sie bis ans Ufer der Spree, wurde aber durch einen Sportplatz überbaut. Der vorherige Name war Ostenderstraße (auch verkürzt auf Ostendstraße), da hier zur damaligen Zeit die östliche Bebauung Niederschöneweides endete. | Alice-Archenhold-Weg, ab Bruno-Bürgel-Weg                                                  |
| Am Werkstor (Lage)             | 0100                   | eh. Eingangsbereich zum VEB Berliner Metallhütten und Halbzeugwerke, 1990 geschlossen                                                     | 19. Okt. 2022       | Die neu angelegte Straße verbindet die Flutstraße mit der Straße Kupferkamp. Diese und weitere neue Straßen bilden nach Fertigstellung der Gebäude das neue Wohnquartier Weydenhof, das vom Bauunternehmen Buwog bis 2025 errichtet wird. | Bild gesucht                                                                               |
| Bärenlauchstraße (Lage)        | 0300                   | Bärenlauch, ein Zwiebelgewächs | 18. Okt. 1937       | Verbindet die Oberspreestraße südwärts mit der Weiderich- und der Hartriegelstraße sowie mit dem Silbergrasweg. Vor der Namensvergabe wurde der Verkehrsweg als Straße 10 bezeichnet. | Bärenlauchstraße, ab Oberspreestraße                                                       |
| Britzer Straße (Lage)          | 0450                   | Britz, Ortsteil im Bezirk Neukölln | um 1897             | Die Straße verläuft von der Kreuzung Michael-Brückner-Straße/Fennstraße bis zum Ufer der Spree. An ihr befindet sich das Dokumentationszentrum NS-Zwangsarbeit Berlin-Schöneweide. Die ebenfalls in dieser Straße vorhandene Friedenskirche ist ein gelistetes Baudenkmal. | Britzer Straße, südliche Westseite                                                         |
| Brückenstraße (Lage)           | 0360                   | Treskowbrücke | 1904                | Die Straße führt von der Treskowbrücke an der Spree zur Schnellerstraße. Sie ist für den Durchgangsverkehr gesperrt, sodass die Lärmbelastung im Vergleich zu den umliegenden Straßen recht gering ausfällt. | Brückenstraße, ab Ecke Schnellerstraße                                                     |
| Bruno-Bürgel-Weg (Lage)        | 1650                   | Bruno Bürgel (1875–1948), Astronom | 31. Mai 1951        | Die Straße führt von der Schneller-/Oberspreestraße nördlich der Zweigbahn Schöneweide–Spindlersfeld bis zur Ortsteilgrenze zu Adlershof. Ihr vorheriger Name war Sedanstraße, benannt nach der Schlacht von Sedan im Jahr 1870. | Bruno-Bürgel-Weg, Ostsicht zum Alice-Archenhold-Weg                                        |
| Cajamarcaplatz (Lage)          | 0150 × 30              | Cajamarca, Stadt in Peru, Partnerstadt des Bezirks Treptow-Köpenick                                                                       | 4. Jan. 2010        | Nach dem Albineaplatz in Johannisthal erhielt auch der zuvor namenlose Vorplatz des Bahnhofs Schöneweide Anfang 2010 auf Anregung des Städtepartnerschaftsvereins „Partner Treptow-Köpenick e. V.“ einen Namen nach einer Partnerstadt des Bezirks Treptow-Köpenick. Der Platz befindet sich an der Ecke Sterndamm/Michael-Brückner-Straße nahe dem Bahnhof Schöneweide.                                                             | Cajamarcaplatz, Südostsicht                                                                |
| Eisblumensteig (Lage)          | 0300                   | Eisblume, ein Mittagsblumengewächs | 18. Jan. 1936       | Die Verbindung zwischen Oberspree- und Hartriegelstraße hieß zuvor Asternstraße. | Eisblumensteig, Nordblick                                                                  |
| Erikastraße (Lage)             | 0300                   | Erika, ein Heidekrautgewächs | 1920                | Verbindet Moos- und Oberspreestraße mit der Hartriegelstraße. | Erikastraße, Nordblick                                                                     |
| Farnstraße (Lage)              | 0290                   | Farn, eine Klasse der Sporenpflanzen | 1920                | Sie ist eine Verbindung zwischen Moosstraße und Hartriegelstraße. | Farnstraße, Südblick                                                                       |
| Fennstraße (Lage)              | 0400                   | Fenn, niederdeutsch für „Moor“ | um 1904             | Sie verbindet die Hasselwerderstraße über die Schnellerstraße mit der Michael-Brückner-Straße. | Fennstraße, Ecke Britzer Straße                                                            |
| Fließstraße (Lage)             | 0300                   | ein vor der Bebauung vorhandenes Fließ zur Spree                                                                                          | 9. Jan. 1912        | Verbindet die Spreestraße und das Nordende der Flutstraße mit der Hasselwerder Straße. | Fließstraße, Ostblick                                                                      |
| Flutstraße (Lage)              | 0130                   | wechselnde Wasserstände vor der Bebauung des Geländes bzw. nach den Vorflutröhren der Fabrikabwässer, die unter der Straße verlegt wurden | vor 1912            | Sie bildet eine Verbindung zwischen Fließstraße und Schnellerstraße. In der Flutstraße 2 befand sich um 1914 das Postamt Niederschöneweide. | Flutstraße, Ecke Fließstraße                                                               |
| Grimaustraße (Lage)            | 0500                   | Julián Grimau (1911–1963), spanischer Politiker                                                                                           | 18. Jan. 1963       | Die Straße wurde im Rahmen des Wohnungsneubaus in diesem Gebiet angelegt. Ein Teil gehörte vorher zur Rudower Straße. Vor der Namensvergabe wurde der Verkehrsweg als Neubaustraße A bezeichnet. | Grimaustraße, Ecke Rudower Straße, Archenhold-Oberschule                                   |
| Hainstraße (Lage)              | 0290                   | Hain, ein kleiner Wald | 1902                | Sie verbindet den Nordteil der Hasselwerderstraße nach Süden mit der Schnellerstraße und der Britzer Straße. | Hainstraße, Nordsicht                                                                      |
| Hartriegelstraße (Lage)        | 1080                   | Hartriegel, ein Hartriegelgewächs | 18. Jan. 1936       | Vor der Namensvergabe wurde der Verkehrsweg als Straße 4 bezeichnet. Sie verbindet die Bärenlauchstraße mit der Rudower Straße. | Hartriegelstraße, Ostblick ab Ecke Farnstraße                                              |
| Hasselwerderstraße (Lage)      | 0530                   | Hasselwerder, eine nicht mehr vorhandene Spreeinsel (nicht mit Insel im Tegeler See identisch)                                            | um 1883             | Die Straße verläuft von der Michael-Brückner-Straße bis zum Kaisersteg, seit 2007 eine Fußgängerbrücke über die Spree, bis zur Zerstörung 1945 eine Straßenbrücke. | Hasselwerderstraße, Südsicht ab Schnellerstraße                                            |
| Helga-Hahnemann-Straße (Lage)  | 0200                   | Helga Hahnemann (1937–1991), Entertainerin und Sängerin                                                                                   | 19. Okt. 2022       | Der Verkehrsweg verläuft in einem Neubaugebiet und verbindet die Hasselwerderstraße mit der Straße Am Werkstor. Die Namensgebung bezieht sich u. a. darauf, dass die beliebte Entertainerin hier in der Nähe, in der damaligen Schnellerstraße, von 1956 bis 1959 die Schauspielschule Ernst Busch besucht hat. – Die feierliche Namensgebung mit Anbringung des Namensschildes fand Ende April 2024 statt.                          | Bild gesucht                                                                               |
| Johanna-Tesch-Straße (Lage)    | 0800                   | Johanna Tesch (1875–1945), Politikerin | 1. Jan. 1992        | Die Straße hieß zuvor Jenny-Matern-Straße, nach der Politikerin Jenny Matern. Sie zweigt von der Oberspreestraße in nördlicher Richtung ab. | Johanna-Tesch-Straße, Nordsicht ab Oberspreestraße                                         |
| Karlshorster Straße (Lage)     | 0360                   | Karlshorst, Ortsteil im Bezirk Lichtenberg                                                                                                | um 1895             | Die Straße führt von der Stubenrauchbrücke in den Ortsteil. Bis in die 1990er Jahre reichte sie nur bis zur Schnellerstraße, wurde jedoch über die Kreuzung hinaus bis zur Rixdorfer Straße verlängert, um den stark belasteten Kreuzungsbereich zu entlasten. | Karlshorster Straße, Nordblick von der Schnellerstraße aus                                 |
| Köllnische Straße (Lage)       | 0790                   | Cölln, im Spätmittelalter Teil der Doppelstadt Berlin-Cölln aus der sich das heutige Berlin entwickelte                                   | um 1898             | Sie verbindet die Britzer Straße nach Osten über die Rudower Straße mit der nördlich parallel verlaufenden Schnellerstraße. | Köllnische Straße, Ostsicht Richtung Rudower Straße                                        |
| Köpenicker Landstraße (Lage)   | 0240 (im Ortsteil)     | Köpenick, Ortsteil von Berlin | 1896                | Die Straße ist Teil der Bundesstraße 96a und die nordwestliche Verlängerung der Schnellerstraße. Sie führt über die Marggraffbrücke weiter nach Baumschulenweg und Plänterwald. | Köpenicker Landstraße, übergehend in die Schnellerstraße                                   |
| Kupferkamp (Lage)              | 0150                   | | 19. Okt. 2022       | Die Straße verbindet die Spreestraße mit der Straße Am Werkstor. | Bild gesucht                                                                               |
| Michael-Brückner-Straße (Lage) | 1030                   | Michael Brückner (1939–1998), ehemaliger Treptower Bezirksbürgermeister                                                                   | 14. März 2004       | Die Straße ist Teil der Bundesstraße 96a und bildet die Fortsetzung des Adlergestells in Richtung Nordwesten. Sie mündet im Bereich des Cajamarcaplatzes in die Schnellerstraße. Der vorherige Name war Grünauer Straße. | Die denkmalgeschützte Alte Feuerwache an der Michael-Brückner-Straße                       |
| Minna-Todenhagen-Straße (Lage) | 0350 (im Ortsteil)     | Minna Todenhagen (1880–1950), Mitbegründerin der Arbeiterwohlfahrt                                                                        | 2016                | Die Minna-Todenhagen-Straße verbindet die Köpenicker Landstraße über die Minna-Todenhagen-Brücke mit der Rummelsburger Landstraße/Rummelsburger Straße im Ortsteil Oberschöneweide. |                                                                                            |
| Moosstraße (Lage)              | 0650                   | Moos, eine Abteilung der Sporenpflanzen                                                                                                   | 1920                | Sie verbindet den Westteil der Hartriegelstraße nach Nordosten mit der Oberspreestraße. | Moosstraße, Ecke Hartriegelstraße                                                          |
| Oberspreestraße (Lage)         | 1400 (im Ortsteil)     | Oberspree, eine Ortslage im Osten von Niederschöneweide                                                                                   | 1920                | Die Straße führt von Köpenick über Adlershof durch die Ortslage Oberspree. Am Abzweig Bruno-Bürgel-Weg geht sie in die Schnellerstraße über. Die Straße war zuvor Teil der Berliner Straße. | Oberspreestraße, Beginn Richtung Osten                                                     |
| Obrikatstraße (Lage)           | 0500                   | Hans Otto Obrikat, Architekt in Niederschöneweide                                                                                         | 5. Okt. 2022        | Die Erschließungsstraße zweigt in nordöstlicher Richtung von der Schnellerstraße ab, verläuft dann am Spreeufer und endet unterhalb der Treskowbrücke. | Bild gesucht                                                                               |
| Ostritzer Straße (Lage)        | 0400                   | Ostritz, Stadt im Landkreis Görlitz in Sachsen                                                                                            | 1. März 1994        | Die Straße ist Teil der Ortsteilgrenze. Sie verbindet den Bruno-Bürgel-Weg mit der Oberspreestraße. Da die Straße nur auf der östlichen Seite mit Wohnhäusern bebaut ist, leben die Anwohner nicht in Niederschöneweide, sondern im Ortsteil Adlershof. | Ostritzer Straße, Blickrichtung Oberspreestraße                                            |
| Rixdorfer Straße (Lage)        | 0150 (im Ortsteil)     | Rixdorf, ehemaliger Name des heutigen Berliner Ortsteils Neukölln                                                                         | um 1900             | Die Straße führt von Baumschulenweg in den Ortsteil bis zur Schnellerstraße. | Rixdorfer Straße, Blickrichtung Schnellerstraße                                            |
| Rudower Straße (Lage)          | 0350                   | Rudow, Ortsteil im Bezirk Neukölln | um 1900             | Die Straße verlief ursprünglich vom Spreeufer bis zur Grünauer Straße (heute Michael-Brückner-Straße). Der südliche Teil wurde 1959/1960 durch ein Neubaugebiet überbaut und ist heute teilweise in die Grimaustraße einbezogen. Ein Teil der ehemaligen Glienicker Straße wurde daraufhin in die Rudower Straße einbezogen. | Rudower Straße, Südsicht                                                                   |
| Sanddornstraße (Lage)          | 0240                   | Sanddorn, ein Ölweidengewächs | 17. Apr. 1964       | Vor der Namensvergabe wurde der Verkehrsweg als Straße 402 bezeichnet. Sie verbindet die Moosstraße mit der Hartriegelstraße. | Sanddornstraße, Nordsicht                                                                  |
| Schnellerstraße (Lage)         | 2940                   | Ernst Schneller (1890–1944), Politiker | 31. Juli 1947       | Die Straße bildet die Fortsetzung der Oberspreestraße Richtung Westen. Zwischen der Spreestraße und der Brückenstraße ist sie für den Fahrzeugverkehr gesperrt. An der Kreuzung mit der Brückenstraße mündet auch die Michael-Brückner-Straße ein. Ab hier ist die Straße Teil der Bundesstraße 96a. Von etwa 1885 bis zu ihrer Umbenennung hieß sie Berliner Straße. Ihre nordwestliche Verlängerung ist die Köpenicker Landstraße. | Schnellerstraße, Ostsicht                                                                  |
| Silbergrasweg (Lage)           | 0330                   | Silbergras, eine zu den Süßgräsern gehörende Pionierpflanze                                                                               | 18. Okt. 1937       | Der Weg bildet eine Verbindung zwischen Bärenlauch-, Weiderich- und Oberspreestraße. Vor ihrer Benennung hießen die Teile Straße 21 und Straße 22. | Silbergrasweg, Ecke Weiderichstraße                                                        |
| Spreestraße (Lage)             | 0390                   | Spree, die die Nordgrenze des Ortsteils bildet                                                                                            | vor 1904            | Die stark lärmbelastete Einbahnstraße führt von der Michael-Brückner-Straße in Richtung Norden, wo sie zur parallel verlaufenden Brückenstraße schwenkt und den Durchgangsverkehr in Richtung Oberschöneweide zur Treskowbrücke leitet. | Spreestraße, Südwestsicht                                                                  |
| Sterndamm (Lage)               | 0130 (im Ortsteil)     | Sternplatz in Johannisthal | um 1914             | Auf dem ehemaligen Sternplatz, an dem mehrere Waldwege sternförmig zusammenliefen, befindet sich heute die Kreuzung Sterndamm/Südostallee/Groß-Berliner Damm. Die Straße führt von Johannisthal in den Ortsteil und wird dabei von der Görlitzer Bahn östlich vom Bahnhof Schöneweide überführt. | Sterndamm, Blickrichtung Michael-Brückner-Straße                                           |
| Weiderichplatz (Lage)          | 040 × 25               | Weiderichgewächse, eine Pflanzenfamilie                                                                                                   | 18. Okt. 1937       | Die U-förmige Anlage an der Weiderichstraße wurde vor ihrer Benennung als Platz C bezeichnet. | Weiderichplatz, Ostsicht                                                                   |
| Weiderichstraße (Lage)         | 0160                   | Weiderichgewächse, eine Pflanzenfamilie                                                                                                   | 18. Okt. 1937       | Sie verbindet die Bärenlauchstraße mit dem Silbergrasweg. Vor der Namensvergabe wurde der Verkehrsweg als Straße 20 bezeichnet. | Weiderichstraße, ab Bärenlauchstraße                                                       |

## Nur geplante oder nicht mehr vorhandene Straßen
Die Straßensituation des Vororts von 1914 findet sich auf der Karte im Adressbuch.
| Name; ggf. Bild           | Namensherkunft                         | von      | bis           | heute Link auf den aktuellen Namen | Anmerkungen |
| ------------------------- | -------------------------------------- | -------- | ------------- | ---------------------------------- | --- |
| Adlershofer Straße (Lage) | Adlershof, Richtung                    | um 1900  | 3. Sep. 1997  | → Bruno-Bürgel-Weg (Teilstück)     | Die Straße findet sich erstmals im Adressbuch des Jahres 1914, soll aber ihren Namen schon zuvor getragen haben. Sie war 1914 unbebaut und ging von der Sedanstraße ab. Sie ist heute ein Teilstück des →Bruno-Bürgel-Wegs, von dem sie südlich abzweigte. Der Name Adlershofer Straße besteht noch in Köpenick. |
| Bahnstraße (Lage)         | Bahnhof Niederschöneweide-Johannisthal | 1885     | 5. Jan. 1950  | → Sterndamm (Teilstück)            | Sie verlief zwischen dem Bahnhof und der Berliner Straße und hatte nur zwei Parzellen. |
| Berliner Straße           | (Durchgangs-)Straße nach Berlin        | 1885     | 31. Juli 1947 | → Schnellerstraße                  | Sie war Teil der ältesten Wegeverbindungen durch die Spreeniederungen zwischen Köpenick und Berlin. |
| Gartenstraße              | Gärten                                 | vor 1907 | 22. Feb. 1927 |                                    | Sie ging von der Berliner Straße (heute → Schnellerstraße) ab. Ein Drittel der neun Parzellen nahm das Kohlensäurewerk Oberspree GmbH ein. Andere Anlieger waren 1914 nicht präsent. |
| Glienicker Straße (Lage)  | Straße nach Glienicke                  | vor 1920 | eingegliedert | in → Rudower Straße                | Die Straße verlief von der Rudower Straße in Richtung Südosten. Im Rahmen des Wohnungsneubaus in diesem Gebiet wurde sie ab 15. Juli 1961 der → Rudower Straße zugeschlagen. Von Osten her wurde die Hartriegelstraße bis hierher verlängert.                                                                    |
| Wasserstraße              | Richtung zur Spree                     | vor 1907 | nach 1914     |                                    | Sie verlief zwischen Berliner Straße und der Spree mit sechs Parzellen. Direkt am Ufer befand sich das Gelände der Schultheiß-Brauerei. |
| Wiesenstraße              | Wiesen, Grünland                       | vor 1914 | unbekannt     |                                    | Sie findet sich im Adressbuch von 1914. |

## Weitere Örtlichkeiten in Niederschöneweide
In der Ortslage Oberspree befinden sich drei Kleingartenanlagen, die im Kleingartenentwicklungsplan als KGA aufgenommen sind und den Randbedingungen das Bundeskleingartengesetzes unterliegen. Nach der Karte von 1914 befindet sich auf diesen Flächen Wald mit Waldwegen.
- „KGA (Kolonie) Am Freibad Oberspree“ (Lage Straßennummer 44115)
Sie ist im Kleingartenentwicklungsplan unter Nummer 09006 mit der Adresse Bruno-Bürgel-Weg 149 aufgenommen und als dauerhaft gesicherte Anlage ausgewiesen.[19][20] Es bestehen 53 Parzellen auf 19.813 m² landeseigenem Pachtland. Die Kolonie liegt am Spreeufer, an dem der Teltower Dörferweg entlang führt.
- „KGA Niederschöneweide“ (Schnellerstr. 85, Lage, Straßennummer 44312)
Die KGA liegt nördlich der S-Bahn-Strecke zum Bruno-Bürgel-Weg[21] östlich vom S-Bahnhof Oberspree. Die Anlage ist im Kleingartenentwicklungsplan (9062) als zeitlich gesichert[22] fiktive Dauerkleingärten[20] aufgenommen. Diese 18 Parzellen liegen auf 7789 m² landeseigenem Pachtland.
- „KGA Waldland 1917“ (Oberspreestraße 61b, Lage, Straßennummer 44433)
Die Anlage liegt im Ostzipfel des Ortsteils (an Adlershof grenzend) zwischen der Spindlersfelder S-Bahn-Strecke, Johanna-Tesch-, Oberspreestraße und westlich angrenzend an die Fläche des Bundeswehrzentrums/Kreiswehrersatzamts und der vormaligen Abteilung XX des Ministeriums für Staatssicherheit an der Ostritzer Straße. Diese Kleingartenanlage ist mit 144 Parzellen (Kleingartenentwicklungsplan: 9089a) auf 69.488 m² landeseigenem Pachtland als fiktive Dauerkleingartenanlage anerkannt.[19] Weitere 31 Parzellen 11.645 m² privatem Pachtland (Kleingartenentwicklungsplan: 9089b) an der (eingleisigen) S-Bahn-Strecke entlang sind dagegen ungesichert.[23] Durch die Anlage führt der Teltower Dörferweg (Weg 15) der 20 grünen Hauptwege, der hier zwischen Köllnischer Heide und der S-Bahn-Brücke an der Ostritzer Straße verläuft. Zur Gartenanlage gehören die folgenden Anlagenwege: Ringweg (als Hauptweg in NW-SO-Richtung) und am nordöstlichen Rand der bahnnahe Obere Weg. Diese werden (jeweils Nordwest nach Südost) gekreuzt von Astern-, Rosen-, Haupt-, Dahlien-, Resedaweg (westlich vom Ringweg) sowie Petunien-, Haupt- und Nelkenweg (östlich vom Ringweg).